# Bobby Fischer
Robert James »Bobby« Fischer, ameriški šahist, * 9. marec 1943, Chicago, ZDA, † 17. januar 2008, Reykjavík, Islandija.
Fischer je bil nekdanji svetovni šahovski prvak in edini ameriški šahist, ki je postal prvak. FIDE prvak je postal septembra 1972. Naslov prvaka je brez boja izgubil 3. aprila 1975, ko je zavrnil pogoje igranja, ki jih je zahtevala organizacija FIDE in neuspešno zahteval svoje. Tako je postal drugi Američan, ki mu je uspelo pri osvojitvi najvišjega šahovskega naslova, prvi je bil Paul Morphy leta 1858, vendar takrat še ni bilo uradnega svetovnega prvaka. Fischerja imajo za enega najbolj nadarjenih šahistov vseh časov. Znan je tudi po svojem neobičajnem obnašanju in drugačnih političnih stališčih, zaradi katerih je verjetno tudi najbolj znan med šahisti, še zlasti kot zanikovalec holokavsta (kljub svojemu judovskemu poreklu).
Sodeloval je na 14. in 15. šahovski olimpijadi.